# Fourbanne
Fourbanne est une commune française située dans le département du Doubs, la région culturelle et historique de Franche-Comté et la région administrative Bourgogne-Franche-Comté. 
Les habitants se nomment les Fourbanniers et Fourbannières.

## Géographie

### Toponymie
Forbanne en 1276 ; Frebanne en 1580 ; Fourbanne depuis 1632.
Le village se situe sur la rive droite du Doubs, dans une vallée encaissée. Des roches calcaires creusées de grottes dominent la rivière. Au pied de la falaise, une rivière souterraine venant de Verne et Luxiol sort sous forme de résurgence.

### Climat
Pour des articles plus généraux, voir Climat de la Bourgogne-Franche-Comté et Climat du Doubs.
En 2010, le climat de la commune est de type climat de montagne, selon une étude du Centre national de la recherche scientifique s'appuyant sur une série de données couvrant la période 1971-2000. En 2020, Météo-France publie une typologie des climats de la France métropolitaine dans laquelle la commune est dans une zone de transition entre le climat semi-continental et le climat de montagne et est dans la région climatique  Jura, caractérisée par une forte pluviométrie en toutes saisons (1 000 à 1 500 mm/an), des hivers rigoureux et un ensoleillement médiocre. 
Pour la période 1971-2000, la température annuelle moyenne est de 9,8 °C, avec une amplitude thermique annuelle de 17,2 °C. Le cumul annuel moyen de précipitations est de 1 210 mm, avec 13,1 jours de précipitations en janvier et 10,2 jours en juillet. Pour la période 1991-2020, la température moyenne annuelle observée sur la station météorologique de Météo-France la plus proche, « Pouligney », sur la commune de Pouligney-Lusans à 7 km à vol d'oiseau, est de 10,9 °C et le cumul annuel moyen de précipitations est de 1 214,6 mm. 
La température maximale relevée sur cette station est de 40 °C, atteinte le 25 juillet 2019 ; la température minimale est de −23 °C, atteinte le 20 décembre 2009,,. 
Les paramètres climatiques de la commune ont été estimés pour le milieu du siècle (2041-2070) selon différents scénarios d'émission de gaz à effet de serre à partir des nouvelles projections climatiques de référence DRIAS-2020. Ils sont consultables sur un site dédié publié par Météo-France en novembre 2022.

## Urbanisme

### Typologie
Au 1er janvier 2024, Fourbanne est catégorisée commune rurale à habitat dispersé, selon la nouvelle grille communale de densité à 7 niveaux définie par l'Insee en 2022.
Elle est située hors unité urbaine. Par ailleurs la commune fait partie de l'aire d'attraction de Besançon, dont elle est une commune de la couronne,. Cette aire, qui regroupe 310 communes, est catégorisée dans les aires de 200 000 à moins de 700 000 habitants,.

### Occupation des sols
L'occupation des sols de la commune, telle qu'elle ressort de la base de données européenne d’occupation biophysique des sols Corine Land Cover (CLC), est marquée par l'importance des territoires agricoles (91,5 % en 2018), une proportion identique à celle de 1990 (91,5 %). La répartition détaillée en 2018 est la suivante : 
zones agricoles hétérogènes (83,7 %), forêts (8,5 %), prairies (7,8 %). L'évolution de l’occupation des sols de la commune et de ses infrastructures peut être observée sur les différentes représentations cartographiques du territoire : la carte de Cassini (XVIIIe siècle), la carte d'état-major (1820-1866) et les cartes ou photos aériennes de l'IGN pour la période actuelle (1950 à aujourd'hui).

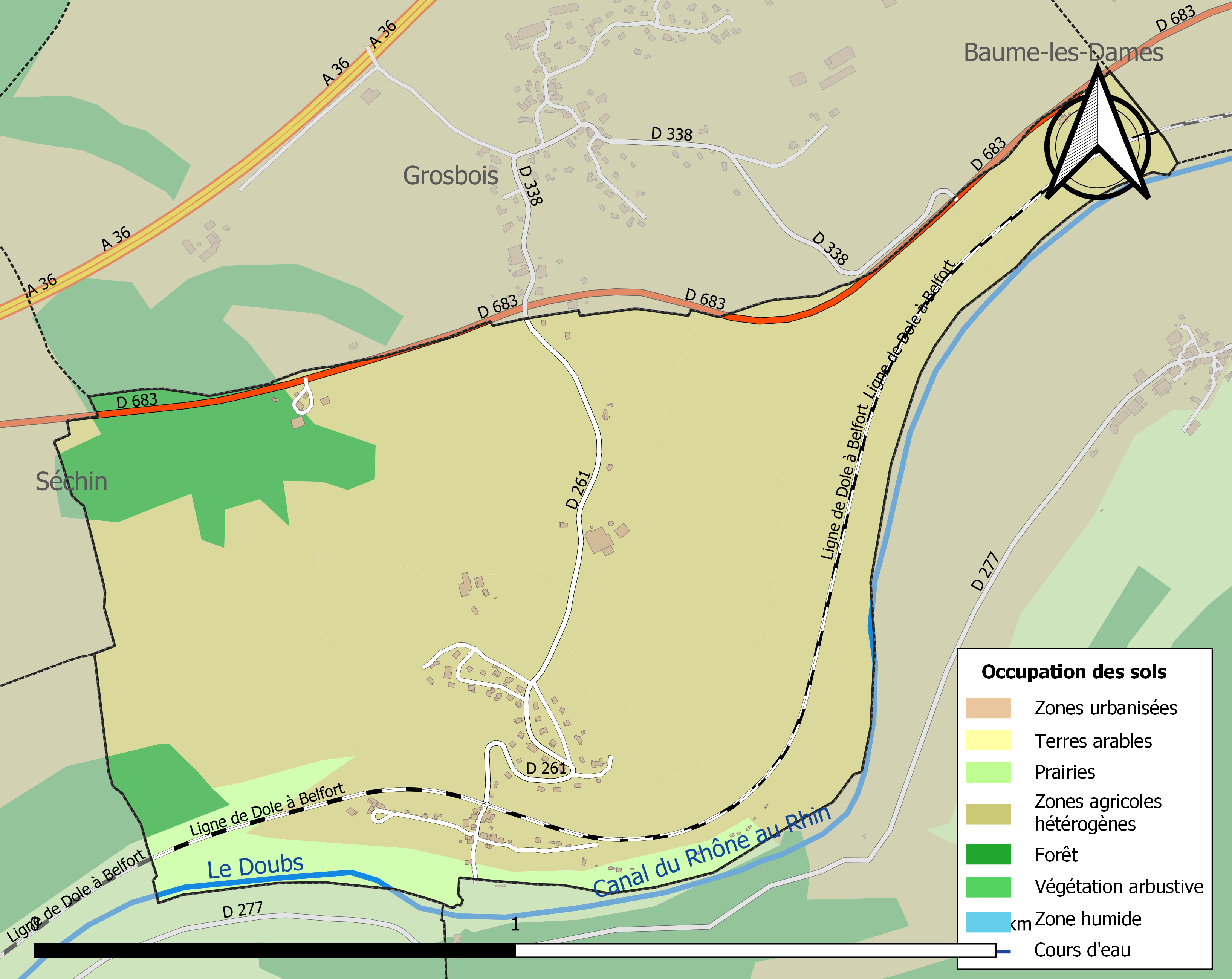
Carte des infrastructures et de l'occupation des sols de la commune en 2018 (CLC).

## Histoire
En 1580, la population reconnaît au roi d'Espagne, duc et comte de Bourgogne, la haute, moyenne et basse justice ; elle doit assister la justice, être présente aux exécutions, et participer à l'érection du signe patibulaire de la justice de la seigneurie de Baume dont le village faisait partie.
Après la conquête de la Franche-Comté, Louis XIV fait démembrer la prévôté de Baume. Claude-François de Rougemont acquiert la haute, moyenne et basse justice dans Fourbanne avec « tous les droits utiles et honorifiques qui en dépendent suivant les ordonnances et coutumes du comté de Bourgogne ». Les redevances sont : un chariot de bois la veille de Noël par chacun des habitants ayant charrue et chevaux.
Mais, en 1711, le procureur du roi constate que « plusieurs vassaux de Sa Majesté n'ont pas fait les devoirs de fiefs pour ceux qui dépendent immédiatement d'Elle aux mutations ». La mainmise est lancée sur ces fiefs. Le Sieur Rougemont est concerné, « pour faute de dénombrement de Fourbanne, domaine du roi ».

## Politique et administration
| Période                                  | Période                      | Identité                                         | Étiquette | Qualité  |
| ---------------------------------------- | ---------------------------- | ------------------------------------------------ | --------- | -------- |
| avant 1988                               | Juin 2003                    | Marcel Prost                                     |           |          |
| Juin 2003                                | Avril 2008                   | Josette Branget                                  |           |          |
| Avril 2008                               | 2014                         | Alain Maurice                                    |           |          |
| mars 2014                                | En cours (au 3 juillet 2020) | Laetitia Journot Réélue pour le mandat 2020-2026 | SE        | Employée |
| Les données manquantes sont à compléter. |                              |                                                  |           |          |

## Démographie
L'évolution du nombre d'habitants est connue à travers les recensements de la population effectués dans la commune depuis 1793. Pour les communes de moins de 10 000 habitants, une enquête de recensement portant sur toute la population est réalisée tous les cinq ans, les populations de référence des années intermédiaires étant quant à elles estimées par interpolation ou extrapolation. Pour la commune, le premier recensement exhaustif entrant dans le cadre du nouveau dispositif a été réalisé en 2007.

En 2022, la commune comptait 161 habitants, en évolution de −6,94 % par rapport à 2016 (Doubs : +1,88 %, France hors Mayotte : +2,11 %).
| 1793 | 1800 | 1806 | 1821 | 1831 | 1836 | 1841 | 1846 | 1851 |
| ---- | ---- | ---- | ---- | ---- | ---- | ---- | ---- | ---- |
| 108  | 106  | 102  | 102  | 122  | 97   | 103  | 103  | 103  |

| 1856 | 1861 | 1866 | 1872 | 1876 | 1881 | 1886 | 1891 | 1896 |
| ---- | ---- | ---- | ---- | ---- | ---- | ---- | ---- | ---- |
| 95   | 81   | 87   | 86   | 95   | 91   | 77   | 64   | 58   |

| 1901 | 1906 | 1911 | 1921 | 1926 | 1931 | 1936 | 1946 | 1954 |
| ---- | ---- | ---- | ---- | ---- | ---- | ---- | ---- | ---- |
| 63   | 77   | 78   | 54   | 48   | 50   | 47   | 50   | 47   |

| 1962 | 1968 | 1975 | 1982 | 1990 | 1999 | 2006 | 2007 | 2012 |
| ---- | ---- | ---- | ---- | ---- | ---- | ---- | ---- | ---- |
| 38   | 38   | 38   | 64   | 60   | 96   | 156  | 165  | 174  |

| 2017 | 2022 | - | - | - | - | - | - | - |
| ---- | ---- | - | - | - | - | - | - | - |
| 173  | 161  | - | - | - | - | - | - | - |

## Culture locale et patrimoine

### Lieux et monuments
- le Saut de Gamache : situé à l'extrémité est du territoire de Fourbanne, sur la route qui mène de Besançon à Montbéliard, le lieu, au-dessus d'une falaise, doit son nom à la chute mémorable qu'aurait fait le carrosse d'un Grand d'Espagne, ministre de Charles Quint, au XVIe siècle.
- Un moulin a été reconstruit au XIXe siècle[21]. Il utilisait l'eau de la résurgence qui sort au bas de la falaise.
- La vallée du Doubs.

La commune a la particularité de ne pas avoir d'église.

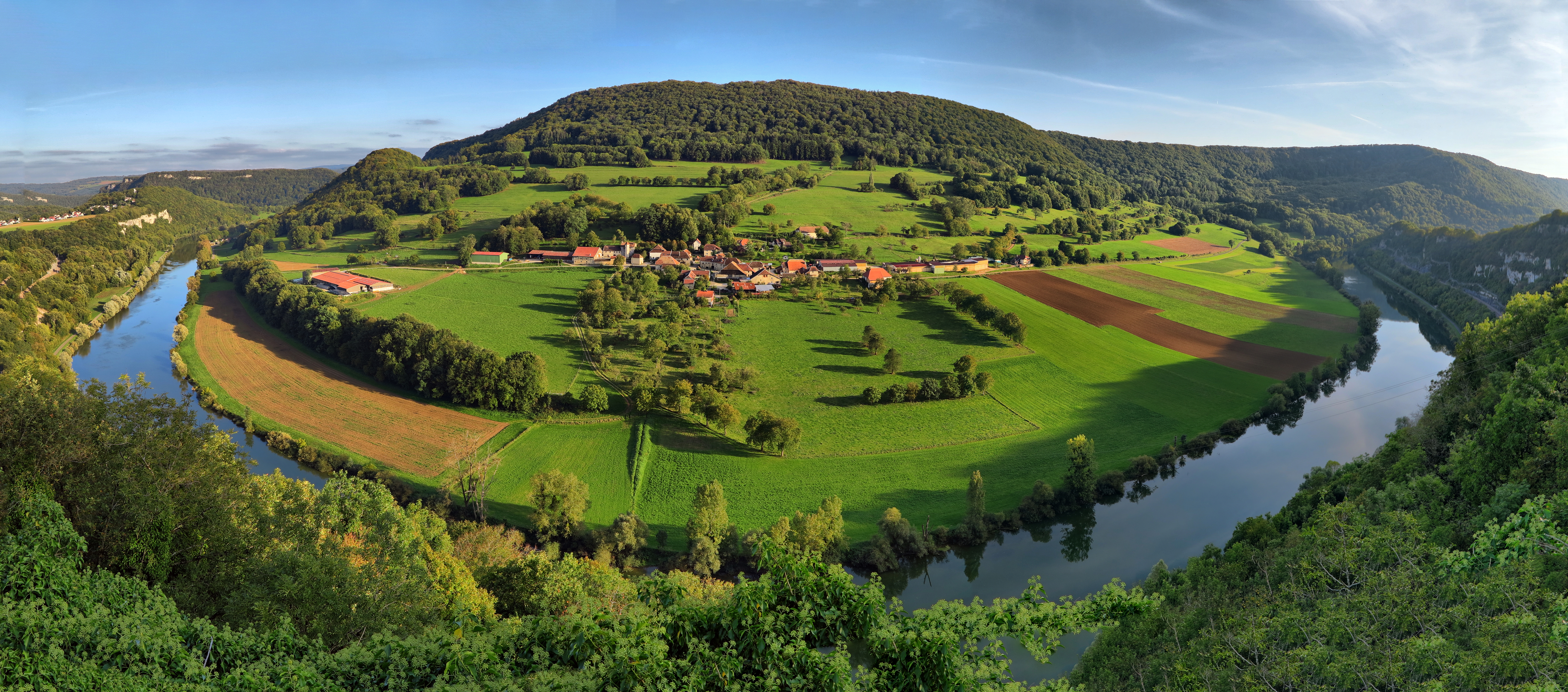
Vue sur la boucle du Doubs depuis le belvédère du Saut de Gamache